# Chthonius gracilimanus
Chthonius gracilimanus es una especie de arácnido  del orden Pseudoscorpionida de la familia Chthoniidae.

## Distribución geográfica
Es endémico de las islas Canarias (España); se ha encontrado en La Palma y Gran Canaria.